# Once de Noviembre
Once de Noviembre, alternative Schreibweise: 11 de Noviembre, ist eine Ortschaft und eine Parroquia rural („ländliches Kirchspiel“) im Kanton Latacunga der ecuadorianischen Provinz Cotopaxi. Den Verwaltungssitz bildet die Ortschaft Barrio Centro. Die Parroquia besitzt eine Fläche von 9,21 km². Die Einwohnerzahl lag im Jahr 2010 bei 1988.

## Lage
Die Parroquia Once de Noviembre liegt im Andenhochtal von Zentral-Ecuador. Es hat eine annähernd rechteckige Gestalt und misst 4,3 km in Nord-Süd-Richtung sowie 2 km in Ost-West-Richtung. Der 2980 m hoch gelegene Hauptort liegt 7 km westnordwestlich der Provinzhauptstadt Latacunga. Die westliche Route der Fernstraße E35, die das Stadtzentrum von Latacunga westlich umgeht, verläuft entlang der östlichen Verwaltungsgrenze der Parroquia. Die Fernstraße E30 (Latacunga–Quevedo) begrenzt das Verwaltungsgebiet im Süden.
Die Parroquia Once de Noviembre grenzt im Osten an das Municipio von Latacunga, im Süden an die Parroquia Pujilí (Kanton Pujilí), im Westen an die Parroquia La Victoria (ebenfalls im Kanton Pujilí) sowie im Norden an die Parroquia Poaló.

## Orte und Siedlungen
In der Parroquia Once de Noviembre gibt es neben dem Hauptort Barrio Centro folgende neun Barrios: Angamarca, Cristo Rey, La Libertad, La Unión, Las Parcelas, Plaza Arenas, San Alfonso, San Gerardo und San Pedro.

## Geschichte
Der Ort war früher als Caserío San José de Ilinchisi bekannt. Am 8. Juni 1939 wurde dann die Parroquia unter der Bezeichnung „Once de Noviembre“ eingerichtet.